# Kannagi - Crazy Shrine Maidens
Kannagi - Crazy Shrine Maidens (かんなぎ?, Kannagi) è un manga scritto e disegnato da Eri Takenashi, pubblicato da gennaio 2006 sulla rivista Comic Rex della Ichijinsha. Dalla serie sono stati tratti un adattamento anime di 13 episodi, prodotto dalla A-1 Pictures e andato in onda in Giappone tra ottobre e novembre 2008, una light novel e un OAV pubblicato a maggio 2009.
In Italia, il manga è stato pubblicato dalla RW Edizioni sotto l'etichetta Goen.

## Trama
Per il progetto del club d'arte, lo studente Jin Mikuriya decide di scolpire una ragazza nel legno dell'albero sacro appena abbattuto di un tempio; tuttavia, la dea dell'albero, Nagi, si risveglia dopo un lungo sonno e si reincarna nella scultura. Dato che l'albero sacro non può più proteggere l'area circostante dalle impurità, Nagi deve portare a termine la sua missione con l'aiuto di Jin e di una improvvisata squadra di esorcisti.

## Personaggi

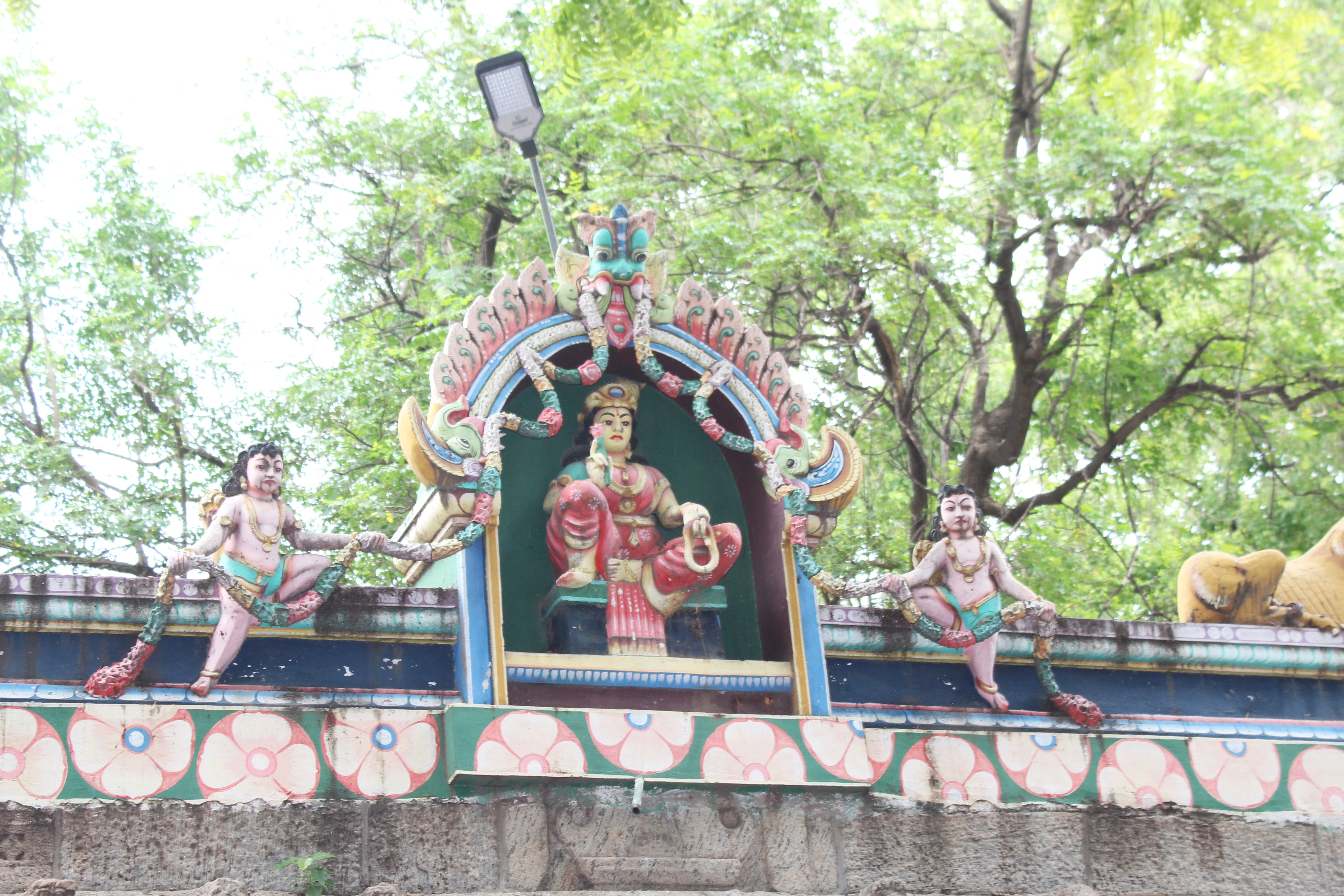
Nagi la protagonista della serie nell'anime

Nagi (ナギ?, Nagi) / Kannagi (かんなぎ?, Kannagi)
Doppiata da: Haruka Tomatsu
È una dea che si risveglia dopo un lungo sonno grazie all'aiuto inaspettato di Jin. La sua missione è pulire il mondo dalle impurità, ma, visto che i suoi poteri sono notevolmente diminuiti a causa dell'abbattimento del suo albero, il suo corpo può essere attaccato facilmente. Per riuscire a portare a termine la sua missione, viene aiutata da Jin e da una squadra di esorcisti creata usando una bacchetta magica. Vivace e infantile, va a vivere con Jin fingendo di essere la sua sorellastra. Kannagi è una diversa personalità che esiste all'interno di Nagi e sembra essere l'unica a conoscere la vera identità della dea. Quando è lei a prendere il possesso del corpo di Nagi, il processo consuma moltissima energia e quindi non dura molto. Quando Nagi è Kannagi, parla in maniera più gentile.
Jin Mikuriya (御厨 仁?, Mikuriya Jin)
Doppiato da: Hiro Shimono
Studente del club d'arte, è povero e vive da solo, finché non ospita Nagi. È in grado di catturare le impurità con le mani. In seguito, quando Nagi decide di scoprire la sua vera identità, Jin decide di aiutarla a scoprire le sue origini.
Tsugumi Aoba (青葉 つぐみ?, Aoba Tsugumi)
Doppiata da: Miyuki Sawashiro
È un'amica d'infanzia di Jin e ha una cotta per lui. È gelosa del fatto che Jin viva da solo con una ragazza, anche se Nagi le ha fatto credere di essere la sua sorellastra.
Zange (ざんげ?, Zange)
Doppiata da: Kana Hanazawa
È la sorella gemella di Nagi ed è anche lei una dea. A differenza di quello di Nagi, il suo albero sacro è ancora vivo, piantato nel cortile di una chiesa, e per questo è in grado di catturare le impurità da sola. Il suo carattere cattolico ha contribuito a mantenere i poteri divini intatti. Nonostante sembri gentile e dolce, approfitta dello stato di Nagi per tormentarla.
Hakua Suzushiro (涼城 白亜?, Suzushiro Hakua)
Doppiata da: Kana Hanazawa
Una ragazza della scuola di Jin, è posseduta da Zange. Sin dall'infanzia è in grado di vedere gli spiriti e questo l'ha resa facile preda delle possessioni, impedendole anche di legare con gli altri bambini, che la consideravano strana. L'unico amico che ha è Jin, incontrato durante un campo estivo, ma il ragazzo non sembra ricordarsene. Non esce mai di casa e, prima di cercare di suicidarsi a causa della depressione, ha accettato di diventare l'ospite di Zange. Sia lei sia Zange sviluppano una preferenza per Jin e decidono di portarlo dalla loro parte.
Daitetsu Hibiki (響 大鉄?, Hibiki Daitetsu)
Doppiato da: Takanori Hoshino
Amico di Jin e membro del club d'arte, è molto bravo in ogni cosa e Jin spera di poter diventare come lui. È sensibile e ama molto i gatti.
Meguru Akiba (秋葉 巡?, Akiba Meguru)
Doppiato da: Tetsuya Kakihara
Uno dei tre maschi del club d'arte, è amico di Jin. È un otaku e disegna manga. Si lancia spesso in discorsi nei quali parla tanto velocemente da essere ignorato da tutti.
Shino Ōkouchi (大河内 紫乃?, Ōkouchi Shino)
Doppiata da: Mai Nakahara
Vicepresidentessa del club d'arte, è amica di Takako. Gentile e tranquilla, le piace osservare il comportamento maschile, in particolare come Jin si rapporta con Nagi.
Takako Kimura (木村 貴子?, Kimura Takako)
Doppiata da: Risa Hayamizu
Presidentessa del club d'arte, è una fan dello yaoi, anche se conosce molto poco di manga, anime e videogiochi. Ama prendere in giro i membri maschi del club e fa parte del fan club di Nagi, che ammira molto.
Reiri Suzushiro (涼城 怜悧?, Suzushiro Reiri)
Doppiato da: Kenta Miyake
Insegnante di religione e padre di Hakua, sa che la figlia è posseduta da Zange e capisce subito chi è Nagi. Essendo preoccupato per le condizioni di Hakua, Nagi gli promette che troverà un modo per cacciare Zange dal corpo della ragazza.

## Media

### Manga
Kannagi, scritto e illustrato da Eri Takenashi, comincia la serializzazione sulla rivista shonen Comic Rex di Ichijinsha il 9 dicembre 2005. Il primo tankobon viene pubblicato il 9 agosto 2006 e, fino all'8 novembre 2008, ne escono altri cinque in Giappone. Il manga è stato sospeso a gennaio 2008 a causa di alcuni problemi di salute dell'autrice e ha ricominciato a essere pubblicato dal numero di Comic Rex di settembre 2011, ma non regolarmente e ha terminato la serializzazione nel settembre 2017.
In Italia, la Goen ha pubblicato la serie per la prima volta dal 28 novembre 2015 al 28 maggio 2021 nella collana Young Collection.

#### Volumi
| 1  | 9 agosto 2006 | ISBN 978-4-7580-6015-8 | 28 novembre 2015 | ISBN 978-88-6712-435-0 |
| 1  | Capitoli - Pin-up (collaborazione con Takashi Takeuchi e Takao Aotsuki) - 1. La ragazza del suolo sacro - 2. Ho sentito una voce cristallina - 3. Spring Attack! - 4. School Days - 5. La Dea del doposcuola - 6. Sorella - Postfazione |                        |                  |                        |
| 2  | 9 febbraio 2007 | ISBN 978-4-7580-6042-4 | 6 febbraio 2016  | ISBN 978-88-6712-436-7 |
| 2  | Capitoli - Pin-up (collaborazione con Ryukishi07 e Takao Aotsuki) - 7. Sorelle - 8. Due geni ai fornelli più uno - 9. Ama i tuoi idoli - 10. Ecco il nuovo potere - Intermezzo. L'eccitante shopping di Nagi. - 11. Quelle ragazze sono pazze! - 12. Cime tempestose - Extra. La straordinaria fatina Punyata - Postfazione                                                                                     |                        |                  |                        |
| 3  | 9 agosto 2007 | ISBN 978-4-7580-6065-3 | 12 marzo 2016    | ISBN 978-88-6712-462-6 |
| 3  | Capitoli - Pin-up (collaborazione con Itaru Higami) - 13. Meiso School Comedy - 14. Il mio vergognoso passato - Intermezzo. Takako Mike, la guerriera del karaoke - 15. Tutto è vago - 16. Ma davvero? - 17. Effimero - 18. Jin è un dongiovanni - Extra |                        |                  |                        |
| 4  | 9 febbraio 2008 | ISBN 978-4-7580-6085-1 | 7 marzo 2020     | ISBN 978-88-6712-486-2 |
| 4  | Capitoli - Pin-up (collaborazione con Yun Kōga) - 19. Sono qui - 20. Interview with the Unknown - 21. Quando i ragazzi e le ragazze si mettono in costume - 22. La cittadina di Shiomi - 23. Avatar - Bonus. Il castello di Hildegard - Postfazione |                        |                  |                        |
| 5  | 9 agosto 2008 | ISBN 978-4-7580-6105-6 | 31 ottobre 2020  | ISBN 978-88-6712-519-7 |
| 5  | Capitoli - Pin-up (collaborazione con Ume Aoki) - 24. L'ombra di un drago nel mare notturno - Intermezzo. Mantenersi mitici è d'obbligo - MMO - 25. Il castello di Hakua - Parte prima - 26. Il castello di Hakua - Parte seconda - 27. Le vacanze estive al primo anno di superiori capitano una sola volta nella vita - 28. La fine dell'estate - Bonus. Memento Mori - Postfazione                           |                        |                  |                        |
| 6  | 8 novembre 2008 | ISBN 978-4-7580-6117-9 | 31 ottobre 2020  | ISBN 978-88-6712-489-3 |
| 6  | Capitoli - Pin-up (collaborazione con Zekkyō) - 29. L'interruttore del destino - 30. Il mio imbarazzante passato - 31. Il soffione all'ombra - 32. Le Idol Master della scuola - 33. Giochiamo insieme, Okkun! - 34. Cos'è l'amore? - Bonus. Croquis - Postfazione |                        |                  |                        |
| 7  | 27 aprile 2012 | ISBN 978-4-7580-6303-6 | 26 febbraio 2021 | ISBN 978-88-6712-931-7 |
| 7  | Capitoli - Pin-up (collaborazione con Namori) - Intervallo. Voglio diventare una dea - 35. La ruota della fortuna - 36. Cambiami - 37. L'esorcismo di Nagi 1 - 38. L'esorcismo di Nagi 2 - 39. L'esorcismo di Nagi 3 - 40. L'esorcismo di Nagi 4 - 41. I bambini arrivati dalla montagna - Postfazione |                        |                  |                        |
| 8  | 27 giugno 2013 | ISBN 978-4-7580-6383-8 | 26 febbraio 2021 | ISBN 978-88-6712-932-4 |
| 8  | Capitoli - Pin-up (collaborazione con Atsushi Nishigori) - 42. Shoho Hinoue - 43. Il vestito color acqua - 44. Proprio a me un tale potere? - 45. La tesi di Jin - 46. Kannagi - 47. Il festival di Kannagi - Postfazione |                        |                  |                        |
| 9  | 2 agosto 2014 | ISBN 978-4-7580-6458-3 | 26 febbraio 2021 | ISBN 978-88-6712-973-7 |
| 9  | Capitoli - Pin-up (collaborazione con Yui Hara) - 48. Ci sei tu - 49. Il favore - 50. Amici - 51. Il ricordo - 52. L'accordo - 53. Nel giardino sacro (prima parte) - 54. Il giardino sacro (seconda parte) - Omaman - Versione breve del manga extra |                        |                  |                        |
| 10 | 27 luglio 2015 | ISBN 978-4-7580-6508-5 | 14 maggio 2021   | ISBN 978-88-9284-080-5 |
| 10 | Capitoli - Pin-up (collaborazione con Gekka Uru) - 55. Riallacciare i legami - 56. Un giorno per rimediare - 57. La gelosia della dea - 58. Faccio del mio meglio - 59. L'angolo dei consigli di Yasushi e Mitsuyo - 60. L'opposizione di Akiba - 61. Il Natale di una ragazza senza speranze - Interludio. Il cartello di Zange - Extra. Debout - Postfazione                                                  |                        |                  |                        |
| 11 | 27 luglio 2016 | ISBN 978-4-7580-6606-8 | 28 maggio 2021   | ISBN 978-88-9284-082-9 |
| 11 | Capitoli - Pin-up (collaborazione con Tiv) - 62. La notte dell'anima ingarbugliata - 63. Cielo azzurro e sole splendente - 64. Cielo nuvoloso e giorno cupo - 65. Incantato - 66. Nouvelle Shino Works - 67. Nouvelle Shino Works: Dopo - 68. Diploma - Postfazione (Omaman - Versione breve del manga extra)                                                                                                   |                        |                  |                        |
| 12 | 27 luglio 2017 | ISBN 978-4-7580-6672-3 | 28 maggio 2021   | ISBN 978-88-9284-338-7 |
| 12 | Capitoli - Pin-up (collaborazione con Kokai Fujishima) - 69. Appuntamento con la dea - 70. Canzone (prima) - 71. Canzone (dopo) - 72. La confessione della confessione della confessione - 73. Proteggerò la principessa tenendola in braccio - 74. Finale - 75. La calma vicino ai ciliegi - Ultimo capitolo. Il banchetto della fioritura dei ciliegi - Postfazione (Omaman - Versione breve del manga extra) |                        |                  |                        |

### Internet radio show
Un Internet radio show per promuovere l'anime è stato trasmesso dall'11 giugno 2008 al 7 aprile 2009, per un totale di dieci episodi. Nella serie erano ospiti Haruka Tomatsu (la voce di Nagi nell'anime), Hideyuki Kurata (lo sceneggiatore della serie animata) e Yutaka Yamamoto (il regista della serie). Le trasmissioni vennero distribuite sul sito ufficiale dell'anime.

### Anime
Un adattamento anime prodotto dallo studio d'animazione A-1 Pictures, diretto da Yutaka Yamamoto e sceneggiato da Hideyuki Kurata, è stato trasmesso in Giappone dal 4 ottobre al 27 dicembre 2008 su Tokyo MX e sulle altre emittenti affiliate per un totale di tredici episodi. La serie doveva andare in onda anche sul canale satellitare BS11 Digital, ma la trasmissione venne cancellata prima che iniziasse la messa in onda senza fornire alcuna spiegazione. Un OAV venne venduto in allegato con l'ultimo volume DVD della serie, uscito il 27 maggio 2009.
La sigla d'apertura è motto☆Hade ni ne! (motto☆派手にね!?), mentre quella di chiusura è Musuhi no toki (産巣日の時?), entrambe cantate dalla doppiatrice di Nagi, Haruka Tomatsu.

#### Episodi
| Nº  | Titolo italiano (traduzione letterale) Giapponese 「Kanji」 - Rōmaji | In onda          | In onda |
| Nº  | Titolo italiano (traduzione letterale) Giapponese 「Kanji」 - Rōmaji | Giapponese       |         |
| 1   | La fanciulla del tempio 「神籬の娘」 - Himorogi no musume | 4 ottobre 2008   |         |
| 2   | L'attacco della voce divina! 「玉音アタック!」 - Gyokuon Atakku! | 11 ottobre 2008  |         |
| 3   | La dea della scuola 「スクールの女神」 - Sukūru no megami | 18 ottobre 2008  |         |
| 4   | Sorelle 「シスターズ」 - Shisutāzu | 25 ottobre 2008  |         |
| 5   | Rivelazione! Ama lo spirito maligno del tavolo da pranzo 「発現!しょくたくまじんを愛せよ」 - Hatsugen! Shokutaku majin o aiseyo                                                                      | 1º novembre 2008 |         |
| 6   | La follia del cuore che batte di Nagi 「ナギたんのドキドキクレイジー」 - Nagi-tan no dokidoki kureijī                                                                                                | 8 novembre 2008  |         |
| 7   | Una ragazza in pericolo! Il contrattacco dell'hitsumabushi speziato (seconda parte) 「キューティー大ピンチ!激辛ひつまぶしの逆襲(後篇)」 - Kyūtī daipinchi! Gekikara hitsumabushi no gyakushū (kōhen) | 15 novembre 2008 |         |
| 8   | La collina della tempesta 「迷走嵐が丘」 - Meisō arashi ga oka | 22 novembre 2008 |         |
| 9   | Un'imbarazzante commedia scolastica 「恥ずかしい学園コメディ」 - Hazukashii gakuen Komedi | 29 novembre 2008 |         |
| 10  | Il guerriero del karaoke, Mike Takako 「カラオケ戦士マイク貴子」 - Karaoke senshi Maiku Takako | 6 dicembre 2008  |         |
| 11  | Ancora incerto 「でも、あやふや」 - Demo, ayafuya | 13 dicembre 2008 |         |
| 12  | Davvero effimero 「ほんとうにエフェメラル」 - Hontō ni Efemeraru | 20 dicembre 2008 |         |
| 13  | Jin, cuore spezzato 「仁、デレる」 - Jin, dereru | 27 dicembre 2008 |         |
| OAV | Se l'avessi... 「もしもこんな「かんなぎ」があったら...」 - Moshimo konna 'Kannagi' ga attara... | 27 maggio 2009   |         |

### Light novel
Una light novel scritta da Tōka Takei e illustrata da Eri Takenashi e Kasumu Kirino, è stata pubblicata da Ichijinsha sotto l'etichetta Ichijinsha Bunko il 20 dicembre 2008.